# Il me donne rendez-vous
"Il me donne rendez-vous" (tradução portuguesa "Ele marca um encontro comigo") foi a canção que representou a França no Festival Eurovisão da Canção 1995 que se realizou em 13 de maio desse ano, em Dublin, na Irlanda.
A referida canção foi interpretada em francês por Nathalie Santamaria. Foi a décima-segunda canção a ser interpretada na noite do evento, a seguir à canção croata "Nostalgija", interpretada por Magazin & Lidija e antes da canção húngara "Új név a régi ház falán" interpretada por Csaba Szigeti. A canção francesa terminou em quarto lugar (entre 23 concorrentes), recebendo um total de 94 pontos. No ano seguinte, em 1996, a França foi representada com a canção "Diwanit Bugale", interpretada por Dan Ar Braz & L'Héritage des Celtes.

## Autores
A canção tinha letra de Didier Barbelivien, música de François Bernheim e foi orquestrada por Michel Bernholc.

## Letra
A canção é um número de uptempo, com Santamaria descrevendo um série de encontros com o seu amante, incluindo uma viagem às Ilhas Marquesas.